# Fortaleza de Diana
La fortaleza de Diana es un fortín localizado en Kladovo, Serbia.

## Historia
La fortaleza fue construida utilizando tierra, piedras y madera. Fue renovada durante los siglos III y IV, se construyeron dos muros, que descienden hasta el río. Durante la invasión de los Balcanes por los godos en el año 378, la fortaleza fue parcialmente incendiada y después restaurada para ofrecer una protección al Imperio contra las invasiones bárbaras. A pesar de esto, los hunos destruyeron gran parte de la misma. Diana finalmente fue destruida en 596 durante la invasión de los Balcanes por los ávaros y los serbios.
Es de forma rectangular y en cada extremo hay una puerta reforzada con torres semicirculares, con excepción de la puerta del norte, al otro lado del Danubio, donde presentaba dos torres cuadradas. En el siglo IV, la estructura rectangular se amplió mediante la construcción de dos muros adicionales hasta el Danubio, cada uno de los cuales termina con una torre. Además de las paredes exteriores, las excavaciones arqueológicas han descubierto los restos de varios edificios dentro de la fortaleza, acabados en un ábside con calefacción y un Horreum. Las excavaciones fuera de la fortaleza principal han descubierto los restos de una tumba.

## Castillo
La fortaleza de Diana es un fortín romano construido en el 100 d. C. en Kladovo, Serbia. Se encuentra en los acantilados sobre el Danubio, en un sitio arqueológico cerca de Karatas Kladovo. Los principales edificios se construyeron en un lugar estratégico con vistas a la frontera del Danubio en el año 100 d. C. durante el reinado del emperador romano Trajano. A mediados del siglo IV la fortaleza fue dañada por algunos invasores y en el año 530 fue reconstruida por el emperador romano Justiniano. Además de los edificios militares, el castillo contiene una necrópolis de sacrificios. En 1983, la fortaleza de Diana fue incluida en la lista de los lugares arqueológicos de importancia excepcional, protegidos por la República de Serbia.